# Prästost
Il prästost ("formaggio prete") è un formaggio granulare svedese a base di latte vaccino. Il nome allude all'origine del formaggio, che era tradizionalmente prodotto dai preti con il latte versato dai contadini come decima presso le canoniche nella regione di Småland.

## Storia
Fin dal XII secolo i contadini della regione di Småland erano soliti pagare la decima in forma di latte o formaggio. Il formaggio dell'epoca era diverso da quello attuale, e le moderne tecniche di produzione di formaggio granulare, originarie della Svizzera, vennero introdotte nella Scania a partire dal 1786, e si diffusero nella regione di Västergötland intorno agli anni 1820. Il termine "prästost" appare per la prima volta in un articolo del 1771 sul quotidiano svedese Dagligt Allehanda.
Dal 2001 präst è un marchio registrato da Svensk Mjölk, consorzio dei produttori lattiero-caseari svedesi.